# Göttinger Hainbund
Göttinger Hainbund var en litterær gruppe eller digterkreds forbundet ved deres holdning til naturen og med hældning mod Sturm und Drang.
Gruppen dannedes 12. september 1772 i universitetsbyen Göttingen; medlemmerne havde lært hinanden at kende dels gennem bidrag til det litterære tidsskrift Göttinger Musenalmanach der var dannet 1770 af Heinrich Christian Boie, dels ved fælles studier. Senest fra 1772 var dette tidsskrift gruppens talerør.
Deres naturbegejstring som modvægt til oplysningens rationalisme peger ganske vist på en vis forbindelse til Sturm und Drang; alligevel er litteraturvidenskaben ikke enige om en klar tilordning.
Gruppen fandt en faderfigur i Friedrich Gottlieb Klopstock. Med hædringen af ham afgrænsede de sig samtidig mod Christoph Martin Wieland og hans stil. Johann Heinrich Voß skriver „[…] Hernach […] aßen wir, punschten, und zuletzt verbrannten wir Wielands Idris und Bildnis.“ ("... så spiste vi og drak punch og til sidst brændte vi Wielands Idris og hans portræt"). Den 2. juli 1773 på Klopstocks fødselsdag, som gruppen i rigt mål (ty ausgiebig) fejrede, kom det til en afbrænding af Wielands værker. Der blev også afbrændt et billede af Wieland som en executio in effigie, sindbilledlig henrettelse.
Betegnelsen  skulle gå tilbage til Friedrich Gottlieb Klopstocks ode Der Hügel und der Hain ("Bakken og lunden"?).
På en gennemrejse i 1774 lod Klopstock sig hylde af gruppens medlemmer; 1775 opløstes den da disse havde færdiggjort deres studier og forlod byen.
Det var blandt andet i denne digterkreds at den såkaldte Anden Berliner Liederschule ("Zweite Berliner Liederschule") fandt en sangbar lyrik som de kunne bruge i deres bestræbelser for at genopvække sansen for forbindelsen af ord og toner og bringe den lødige kunstsang ud til en større kreds.
Et medlem af gruppen var Kieler-professoren C.F. Cramer der var et betydningsfuldt bindeled mellem dansk og tysk musik; han var blandt andet behjælpelig med af skaffe Weyse ophold hos J.A.P. Schulz i København.